# بامبو
بامبو (نام علمی: Bambusoideae) نام یک گیاه گلدار همیشه‌سبز پایا است که زیرخانواده‌ای از تیره گندمیان است.
بومی کامرون در نواحی استوایی غرب آفریقا و مناطق کوچکی از جنوب شرقی آسیا می‌باشد. این گیاه در بوته‌های به هم فشرده رشد کرده و می‌تواند به ارتفاعی بیش از یک و نیم متر برسد. در برخی مناطق ایران نیز قابل کشت است. 
تا کنون بیش از ۶۶۰ نوع آن شناخته شده که دارای قطر و ضخامت متفاوت‌اند و بهترین نوع آن در ژاپن، چین و بیشتر مناطق شرق آسیا و هند
مناطق شمالی ایران  رشد می‌کند.

## معروف‌ترین جنگل‌های بامبو دنیا کجاست؟
با اینکه جنگل های بامبو در کشورهای مختلفی از جمله هند، چین و میانمار به وفور پیدا می‌شوند. اما با این معروف‌ترین جنگل‌ها با این دست درختان در ژاپن یافت می‌شوند. به طور مثال می‌توان به جنگل بامبوی آراشیاما یا ساگانو اشاره کرد. این جنگل‌ها در بین مسافران سراسر دنیا نیز آنقدر شهرت دارند که سالانه تعداد زیادی از مسافران از آن‌ها بازدید می‌کنند.